# 查干拉木·杜格尔苏伦
查干拉木·杜格尔苏伦（1914年—1986年）蒙古族，籍贯不详，蒙古人民共和国政治人物。

## 生平
1972年5月21日，大人民呼拉爾主席團主席扎木斯朗·桑布病逝。杜格尔苏伦于1972年5月20日至6月29日代理大人民呼拉爾主席團主席。6月29日，索诺曼·鲁布桑接替杜格尔苏伦代理大人民呼拉爾主席團主席。